# 巴拉勒
巴拉勒（法語：Baralle，法語發音：[baʁal]）是法国上法蘭西大區加来海峡省的一个市镇，属于阿拉斯区。

## 地理
巴拉勒（50°12'42"N, 3°3'29"E）面积7.95 平方千米，位于法国上法蘭西大區加来海峡省，该省份为法国北部沿海省份，西北濒北海，南至索姆省，东临北部省。
与巴拉勒接壤的市镇（或旧市镇、城区）包括：吕莫库尔、阿图瓦地区安希、马基永、桑莱马基永、索希科希、索德蒙、维莱莱卡尼库尔、比西。

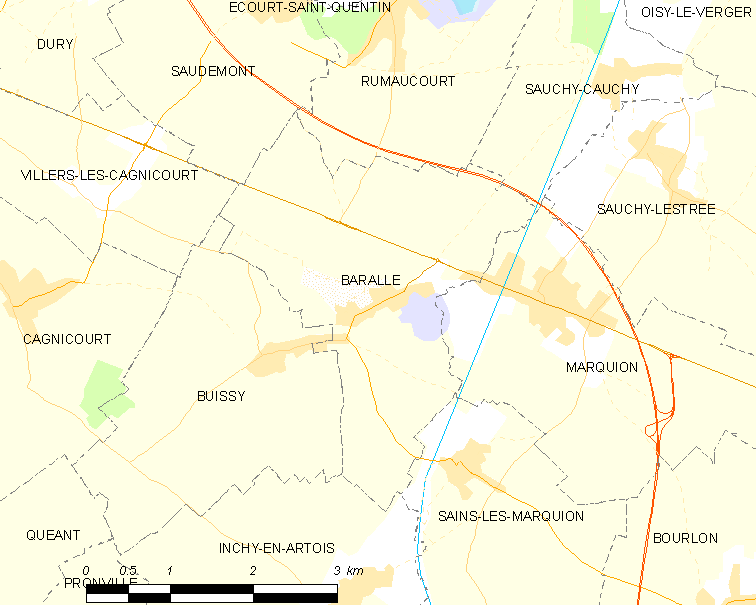
巴拉勒的OSM定位图

巴拉勒的时区为UTC+01:00、UTC+02:00（夏令时）。

## 行政
巴拉勒的邮政编码为62860，INSEE市镇编码为62081。

## 政治
巴拉勒所属的省级选区为巴波姆县。

## 人口

1962-2008年间巴拉勒人口变化图示

巴拉勒于2022年1月1日时的人口数量为435人。